# 名鐵集團

名鐵集團（日语：名鉄グループ）是日本的一家以名古屋鐵道株式會社（名鐵）為核心，包括自124家子公司和26家相關企業（2019年3月數字）構成的企業集團。

## 外部連結
- 名古屋鉄道 グループ会社情報 （页面存档备份，存于）